# Pan-hispanismo
O Pan-hispanismo é o movimento ideológico que defende a unidade dos povos de fala ou cultura hispânica, especialmente latinoamericanos, não só no âmbito cultural, mas também social, econômico e inclusive político.